# 園田匠
園田 匠（そのだ たくみ、1981年9月22日 - ）は、競輪選手。福岡県築上町出身。日本競輪学校（当時。以下、競輪学校）第87期生。日本競輪選手会福岡支部所属、ホームバンクは小倉競輪場。師匠は吉岡稔真（65期）。
妻は行橋市市議会議員の園田良恵（2024年 - ）。ほか、子供は3人。

## 来歴
豊国学園高等学校を経て、高校の先輩である吉岡稔真に師事した後、競輪学校に入学。同期に平原康多、内田慶らがいる中で在校競走成績は6勝を挙げ、第48位となる。
2002年8月14日、地元・小倉競輪場でデビューし、初出走で初勝利を挙げた。
2012年に開催された第65回日本選手権競輪（熊本競輪場）では、GIとしては初めて決勝戦に進出し、3着に入った。
2015年、第24回寬仁親王牌・世界選手権記念トーナメントの決勝において、前の動きを見極めつつ中団から直線で追い込みGI初優勝、同年のKEIRINグランプリ出場と2016年のS班を確定させた。

## 主な獲得タイトル
- 2015年 - 寬仁親王牌・世界選手権記念トーナメント（弥彦競輪場）